# Panicum stramineum
Panicum stramineum är en gräsart som beskrevs av Albert Spear Hitchcock och Mary Agnes Chase. Panicum stramineum ingår i släktet vipphirser, och familjen gräs. Inga underarter finns listade i Catalogue of Life.